# Artur Lundkvist
Nils Artur Lundkvist (Escania, 3 de marzo de 1906-Estocolmo, 11 de diciembre de 1991) fue un escritor y poeta sueco. Fue miembro de la Academia Sueca desde 1968.
Aunque más conocido por su obra poética, escribió también novelas y ensayos en más de un centenar de libros publicados así como fue traductor de grandes obras de la literatura europea y facilitó su introducción en Suecia. Residía ocasionalmente en España y tradujo las obras de Federico García Lorca y Juan Ramón Jiménez entre otros autores españoles e hispanoamericanos.
De sus obras destacan:
- El dragón transformado
- La montaña y las golondrinas
- Poemas entre el animal y Dios
- Agadir

## Activismo político
Durante la Guerra Fría, Lundkvist fue un partidario de la llamada «tercera posición» en el debate público sueco, que abogaba por una postura neutral en el conflicto entre las dos superpotencias. A pesar de esto, fue miembro de la junta directiva de la procomunista Asociación Suecia-RDA. También fue miembro del Comité de la Paz de Suecia, la sección sueca del Consejo Mundial de la Paz. En 1958 fue galardonado con el Premio Lenin de la Paz de la Unión Soviética.
Lundkvist siempre mostró fuertes prejuicios en contra de la religión católica y, debido a ello, utilizó su posición para bloquear repetidamente los intentos de otorgar el Premio Nobel de Literatura al escritor católico Graham Greene. Así mismo, mostró su oposición a que Borges recibiera ese galardón, lo que a la postre resultaría decisiva para que el argentino se quedara sin el Nobel.